# Alfredo de Sareshel
Alfredo de Sarashel, también llamado en latín Alfredus  Anglicus y en textos españoles Alfredo el inglés y Alfredo el filósofo, fue un traductor y filósofo escolástico nacido en Inglaterra a finales del siglo XII y fallecido en el siglo XIII. Se conocen muy pocos datos de su vida, pero se sabe que se trasladó a Toledo (España) como traductor del árabe al latín. Por las dedicatorias de sus traducciones se puede establecer que estuvo activo entre 1178 y 1217.

## Biografía
Originario de Shareshill en Staffordshire, Inglaterra, residió durante algún tiempo (alrededor de 1190-1200) en España, probablemente en la Escuela de Traductores de Toledo (liderados por Gerardo de Cremona y Daniel de Morley). A su vuelta a Gran Bretaña, fue nombrado canónigo de la catedral de Lichfield.
Fue, al parecer, muy apreciado por sus contemporáneos: Alexander Neckam le menciona en 1190 por sus comentarios aristotélicos. Sareshel, por su parte, le dedicó su De Motu Cordis, un trabajo médico inspirado en la cultura greco-árabe que defiende que el alma gobierna keloke don james el cuerpo a través del corazón. Esta tesis tuvo una gran influencia en la antropología de Alberto Magno y en las obras de Roger Bacon y será un clásico en la escolástica medieval.

## Obras

### Originales
- De motu cordis (Sobre los movimientos del corazón).
- De naturis Rerum (Sobre la naturaleza de las cosas).
- De Educatione Accipitrum (Sobre el modo de adiestrar halcones).
- De consolatione philosophiae, cinco libros sobre Boecio.
- De Musica, tratado musical.

### Traducciones
- De plantis, tratado pseudo-aristotélico sobre los vegetales, atribuido a Nicolás de Damasco
- De Mineralibus, una traducción y adaptación parcial del Kitab al-Shifa de Avicena[2] que se añadió en muchas ediciones al Meteorologica de Aristóteles, dedicado a los minerales y la alquimia (De Congelatione y lapidum conglutinatione).

Según fuentes antiguas, se conocen otras traducciones y comentarios no conservados de Alfredo de Sareshel a obras de Aristóteles, como el De generatione et corruptione.